# Eden-Gletscher
Der Eden-Gletscher ist ein 8 km langer Gletscher an der Foyn-Küste des Grahamlands auf der Antarktischen Halbinsel. Er fließt an der Basis der Churchill-Halbinsel in südlicher Richtung zum Kopfende des Cabinet Inlet, das er nordwestlich des Bergkamms Lyttelton Ridge erreicht.
Der Falkland Islands Dependencies Survey kartierte und benannte ihn 1947 nach dem britischen Politiker Anthony Eden (1897–1977), dreimaliger Außenminister seines Heimatlandes, darunter im Kriegskabinett unter Winston Churchill. Luftaufnahmen entstanden bei der US-amerikanischen Ronne Antarctic Research Expedition (1947–1948).